# Бейссо
Бейссо (исп. Beisso) — населённый пункт сельского типа в западной части Уругвая, в департаменте Пайсанду.

## География
Расположен примерно в 110 км к востоку от административного центра департамента, города Пайсанду и в 20 км к востоку от города Гичон. Населённый пункт находится менее чем в 1 км от автомобильной дороги № 25 и от деревни Пиньера.

## Население
Население по данным на 2011 год составляет 399 человек.
| Год  | Население |
| ---- | --------- |
| 1963 | 333       |
| 1975 | 302       |
| 1985 | 339       |
| 1996 | 328       |
| 2004 | 375       |
| 2011 | 399       |

Источник: Instituto Nacional de Estadística de Uruguay